# Nathaniel Folsom
Nathaniel Folsom né le 28 septembre 1726 à Exeter (New Hampshire) et mort le 26 mai 1790 dans la même ville, était un marchand et homme d'État américain.
Il fut délégué du New Hampshire au Congrès continental en 1774 et de 1777 à 1780 ainsi que major-général de la milice du New Hampshire.

## Carrière militaire
Pendant la guerre de la Conquête, Folsom rejoint la milice comme la plupart des jeunes hommes. Il est alors capitaine d'une compagnie du régiment provincial du New Hampshire et participe à l'expédition de Crown Point dirigée par William Johnson en 1755. À la bataille du lac George, sa compagnie, appuyée par l'artillerie du Massachusetts, surprend et capture le baron de Dieskau, commandant en chef français.
Le 29 mai 1775, le Congrès provincial le nomme général de brigade aux commandes des forces du New Hampshire. La nomination est apportée le mois suivant par le Congrès continental qui lui préfère le général John Sullivan. En contrepartie, Folsom devient officier supérieur des forces de la milice du New Hampshire. Plus tard, il est nommé major général et continue à recruter, former et fournir des renforts tout au long de la guerre d'indépendance.

## Carrière politique
Le Congrès provincial le nomme délégué du New Hampshire au premier Congrès continental qui s'est réuni à Philadelphie, en Pennsylvanie.
Il est devenu un allié politique proche de Meshech Weare et de Josiah Bartlett, comme il a été nommé au comité de sûreté du New Hampshire. En 1783, il devint le juge en chef de la cour des plaidoyers communs du New Hampshire et préside la convention constitutionnelle de l'État.
Il a occupé le poste de juge en chef dans le comté de Rockingham jusqu'à sa mort à Exeter le 26 mai 1790.

## Source
- (en) Cet article est partiellement ou en totalité issu de l’article de Wikipédia en anglais intitulé « Nathaniel Folsom » (voir la liste des auteurs).